# Алвару IV (маніконго)
Алвару IV (порт. Álvaro IV) або Нзінґа-а-Нкуву (кон. Nzinga a Nkuwu; 1620 — 25 лютого 1636) — двадцятий маніконго центральноафриканського королівства Конго.

## Правління
Алвару було лише 11 років, коли він зайняв престол. Той період в історії країни позначився масштабною боротьбою між різними групами знаті. Лише за допомоги майбутніх королів Алвару VI та Гарсії II Алвару IV зумів зберегти престол, попри те, що йому доводилось тікати зі столиці на певний час. Зрештою, в лютому 1636 року, короля було отруєно. Він став останнім маніконго з династії Квілу.